# Torcuato Torío de la Riva
Torcuato Torío de la Riva y Herrero, nacido Torcuato Torío y Herrero, y conocido como Torío (Villaturde, Palencia, 1 de abril de 1759 - Madrid, 29 de marzo de 1820), fue un calígrafo español.
Su fama se debe al éxito de su método de escritura, y a la difusión de su tratado (Arte de escribir por reglas y con muestras...) por orden del rey. Torío medió en una polémica entre calígrafos –la polémica entre los que preferían la enseñanza mediante buenas muestras, y los que querían reducir la escritura y su enseñanza a un número limitado de reglas-, disputa que en realidad encubría un conflicto político. La brillantez de los argumentos de este autor llevó a hacer su método obligatorio en las escuelas, protegido “por orden superior” (por orden del rey).

## Biografía
Tras estudiar las primeras letras en Carrión de los Condes, cursó Filosofía y Jurisprudencia en Valladolid, llamado por su tío Pedro de la Riva, sin terminar ninguna de las dos. Continuó su formación gracias a Rafael Floranes (1743-1801), que en 1779 lo envió a Madrid con un encargo, y le guio en el aprendizaje de la historia y la diplomacia. Torío estudió entonces con el escolapio Juan Antonio Rodríguez, con el que mejoró su letra. Contrajo matrimonio con Josefa Torres, sobrina del fiscal del Consejo Ordóñez, con la que tuvo cuatro hijos: Marceliano, Antonio, Catalina y María Camila.
De vuelta en Valladolid escribió documentos de la Chancillería. También se dedicó a la enseñanza de la escritura. En 1782 regresó de nuevo a la capital, llamado por Vicente Joaquín Osorio de Moscoso y Guzmán (1756-1816), conde de Altamira, para educar a su hijo. También ejerció como oficial mayor del archivo de Osorio hasta 1806. Con su apoyo escribió y publicó su obra. A la vez (desde 1786) se dedicó a la Paleografía. Escribió privilegios del Consejo y Cámara de Indias y del Consejo y Cámara de Castilla.
En 1806 fue nombrado vocal de la Junta Central de Primera Enseñanza y examinador de maestros de primeras letras. Perteneció a la Sociedad Económica Matritense.
Tras la Guerra de Independencia (1808-1814) trabajó como archivero de la Secretaría de Estado y del Despacho de la Guerra en el Departamento de Indias. En 1820 falleció en Madrid.
Tuvo como discípulos  entre otros José de Iturzaeta, José Hermenegildo Zafra, José Asensio y Manuel Giraldos.

## Obras
- Arte de escribir por reglas y con muestras, según la doctrina de los mejores autores antiguos y modernos, extranjeros y nacionales: acompañado de unos principios de Aritmética, Gramática y Ortografía castellana, Urbanidad y varios sistemas para la formación y enseñanza de los principales caracteres que se usan en Europa. Madrid: Imprenta de la viuda de don Joachin Ibarra, 1798.

Hay varias ediciones posteriores, también en la casa de Ibarra. Torío propuso incluir en la enseñanza de las primeras letras la Ortografía y la Gramática; a partir de 1801 el tratado se hizo obligatorio en las escuelas, naturalmente para los maestros. De acuerdo con su método el libro incluye reglas para la formación de la letra y buenas muestras para guiar a los alumnos.
El resto de su obra es menor. Estudió ocasionalmente los viajes de agua que surtían a la ciudad de Madrid.
- Nuevo arte de escribir, Madrid, 1783;

- Gobierno del hombre de negocios a quien las ocupaciones disipan el tiempo, Madrid: Imprenta de Benito Cano, 1788

- Ortología y diálogos de caligrafía, aritmética, gramática y ortografía castellana dispuestos por Torquato Torío de la Riva para uso de los Reales Seminarios y escuelas públicas donde se ha establecido su método. Madrid: Imprenta de la viuda de don Joaquín Ibarra, 1801.

- Colección de muestras de letra bastarda / escrita por Torquato Torío de la Riva, conforme a su Arte de escribir por reglas y con muestras. Madrid: se hallará en la librería de Illescas, [antes de o durante 1801].

- Tratado de calígrafia, dispuesto por don Torquato Torío de la Riva para uso de los seminarios y escuelas públicas del reino, donde de orden de S. M. se ha establecido su método, Imprenta de la viuda de Ibarra, Madrid, 1804.

- Compendio sacado de la gramática castellana que dispuso don Torquato Torío de la Riva para uso de los seminarios y escuela públicas del reino, donde de orden de S. M. se ha establecido su método, Palma de Mallorca: Buenaventura Villalonga, 1811.